# Twin Mirror
Twin Mirror - це пригодницька відеогра, розроблюється та видається Dontnod Entertainment спільно із Shibuya Productions. Вихід планується в грудні 2020 року для Microsoft Windows, PlayStation 4 та Xbox One.

## Ігровий процес
Twin Mirror - це пригодницька гра від третьої особи. Гравці керують журналістом-розслідувачем Семом, який повернувся до рідного міста Бассвуд, штат Західна Вірджинія. Навколишнє середовище інтерактивне, а його об'єкти можна отримати. З ким розмовлятиме Сем, не є обов'язковим, і, залежно від стану його розслідування, можна розблокувати кілька кінцівок.
Гравці переміщуються між реальним світом і "Палацом розуму" Сема, щоб знайти підказки. Внутрішній голос Сема, Двійник, може допомогти або зашкодити розслідуванню.